# The Jazz Workshop
The Jazz Workshop  connu aussi sous le nom The RCA Victor Jazz Workshop est un album du compositeur de jazz George Russell enregistré en 1956 et publié en  1957.

## Historique
Les pistes qui composent cet album sont enregistrées à New York, le 31 mars, le 17 octobre et 21 octobre 1956. Cet album est initialement publié en 1957 par le label RCA Victor (LPM 1372). 

## À propos des morceaux
Ezz-Thetic, écrit en 1949, est construit sur la grille harmonique du standard de jazz Love for Sale. Miles Davis et Lee Konitz avaient déjà enregistré ce morceau en 1950 (album Conception, Prestige, 1951). Par ailleurs, Russell en a écrit un arrangement avec cordes pour Charlie Parker.[réf. souhaitée]
Concerto for Billy The Kid est construit sur la grille harmonique du standard de jazz I'll remember April. Sur la prise alternative du morceau, Bill Evans cite Well, You Needn't de Thelonious Monk.[réf. souhaitée]

## Titres de l’album
Toute la musique est composée par George Russell.
| No  | Titre                      | Durée |
| --- | -------------------------- | ----- |
| 1.  | Ye Hypocrite, Ye Beelzebub | 3:49  |
| 2.  | Jack’s Blues               | 3:44  |
| 3.  | Livingstone, I Presume     | 3:24  |
| 4.  | Ezz-Thetic                 | 5:12  |
| 5.  | Night Sound                | 3:53  |
| 6.  | Round Johnny Rondo         | 3:28  |
| 7.  | Fellow Delegates           | 5:37  |
| 8.  | Witch Hunt                 | 3:47  |
| 9.  | The Sad Sergeant           | 3:24  |
| 10. | Knights of the Steamtable  | 2:34  |
| 11. | Ballade of Hix Blewitt     | 3:15  |
| 12. | Concerto for Billy The Kid | 4:42  |

Titres additionnels pour la réédition en cd :
| No  | Titre                                          | Durée |
| --- | ---------------------------------------------- | ----- |
| 13. | Ballade of Hix Blewitt (prise alternative)     | 3:42  |
| 14. | Concerto for Billy The Kid (prise alternative) | 4:45  |

## Personnel
L’orchestre est crédité comme George Russell and His Smalltet.
- Art Farmer  :  trompette
- Hal McKusick  :  saxophone alto, flûte
- Barry Galbraith  :   guitare
- Bill Evans  :  piano
- Milt Hinton  : contrebasse (1-6, 8, 12, 14)
- Teddy Kotick  : contrebasse (7, 9, 10, 11, 13)
- Joe Harris (de) : batterie (1-4)
- Paul Motian : batterie (5, 6, 8, 12, 14)
- Osie Johnson  : batterie (7, 9, 11, 13)
- George Russell : compositeur, arrangeur, « chromatic drums » (probablement des rototoms) sur 7